# Promachus horni
Promachus horni är en tvåvingeart som beskrevs av Stanley Willard Bromley 1935. Promachus horni ingår i släktet Promachus och familjen rovflugor. Inga underarter finns listade i Catalogue of Life.